# Ѕ (кирилиця)
Ѕ, ѕ («зіло́», «дзіло́») — кирилична літера, десята літера македонської абетки, що позначає звук /dz/, наприклад ѕвонче («дзвін»).
В старо- та церковнослов'янських абетках займала десяту позицію. У старослов'янській передавала м'який африкат [dz'], що утворився з [g] перед голосними переднього ряду у результаті другої палаталізації.
У глаголиці мала вигляд , а в давній кирилиці символ  (в прямому або дзеркальному вигляді: Ѕ, Ꙅ) використовували первісно тільки як числовий знак для позначення числа «6», а для позначення африката [dz'] використовувався видозмінений варіант літери З, схожий на «перекреслене Z (Ꙃ)» або «Z з гачком справа посередині». Надалі  узвичаїли і для передавання [dz']. Походження глаголичної літери неясне, а кирилична виводиться від архаїчної літери стигма, що теж використовувалася для передачі числа 6. Припускається, що візуальна тотожність букви «зіло» і латинської S (яка походить від сигми) є випадковою.
У сучасній церковнослов'янській мові традиційно читається як «з» — це пов'язане з процесом переходу африката [dz'] в [z'] і [z] у більшості слов'янських мов (з сучасних слов'янських dz' < *g зберігся лише в польській і македонській). У церковнослов'янській буквеній цифірі позначає число «6».
У старослов'янську добу різниця між ⟨Ѕ⟩ і ⟨З⟩ вже почала стиратися, а в письмовій церковнослов'янській мові з середини XVII століття ⟨Ѕ⟩ використовувалась лише формально. 
Літера ⟨Ѕ⟩ відрізняється від ⟨З⟩:
- ⟨Ѕ⟩ використовується в коренях, що походять від наступних семи слів, котрі починаються на ⟨Ѕ⟩ : ѕвѣзда, ѕвѣрь, ѕеліе, ѕлакъ, ѕлый, ѕмій, ѕѣлѡ («звізда, звір, зілля, злак, злий, змій, дуже»);
- ⟨З⟩ використовується в усіх інших випадках;
- ⟨Ѕ⟩ має числове значення 6, тоді як ⟨З⟩ має числове значення 7.

Старослов'янська назва цієї літери — «ѕѣло» (вимова «дзіло́»), церковнослов'янська — «ѕѣлѡ» (вимова «зіло́»); означає «дуже, надто, надмірно».
| Кодування    | Реєстр | Десятковий код | 16-ковий код | Вісімковий код | Двійковий код     |
| ------------ | ------ | -------------- | ------------ | -------------- | ----------------- |
| Юнікод       | Велика | 1029           | 0405         | 002005         | 00000100 00000101 |
| Юнікод       | Мала   | 1109           | 0455         | 002125         | 00000100 01010101 |
| ISO 8859-5   | Велика | 165            | A5           | 245            | 10100101          |
| ISO 8859-5   | Мала   | 245            | F5           | 365            | 11110100          |
| KOI-8        | Велика | 181            | B5           | 265            | 10110101          |
| KOI-8        | Мала   | 165            | A5           | 245            | 10100101          |
| Windows-1251 | Велика | 189            | BD           | 275            | 10111101          |
| Windows-1251 | Мала   | 190            | BE           | 276            | 10111110          |

В HTML велику літеру S можна записати як Ѕ або Ѕ, а малу ѕ — як ѕ або ѕ.
Починаючи з версії Юнікоду 5.1 старослов'янську літеру «зіло» було відділено від сучасної Ѕ, їй надано коди U+A642 та U+A643 (Ꙃꙃ); також введено коди для «дзеркального» варіанта Ѕ — U+A644 та U+A645 (Ꙅꙅ).